# Los Santos (province)
Pour les articles homonymes, voir Los Santos.
Los Santos est une province du Panama. 

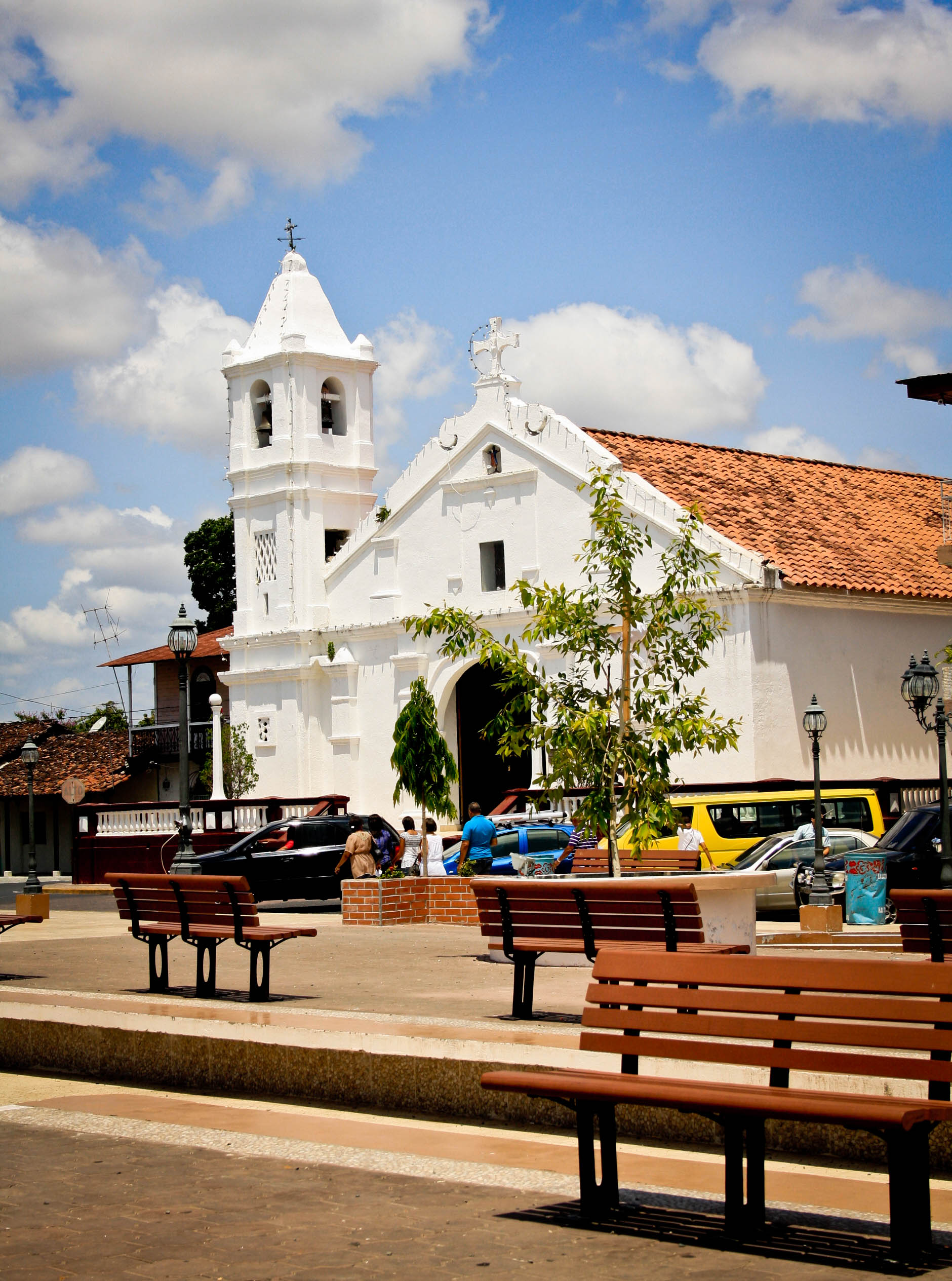
Vue sur le centre-ville de Las Tablas par l'église de Santa Librada

## Présentation
Sa capitale est Las Tablas, connue pour son carnaval, le Festival Nacional de la Pollera, et le Festival del Patron Santa Librada. La province de Los Santos et d'Herrera sont importantes dans le folklore panaméen puisqu'elles sont le lieu de naissance de la Pollera, l'habit panaméen traditionnel.
Los Santos a une superficie de 3 804,6 km2 pour une population de 83 485 habitants. La principale activité économique est la culture du maïs, du riz, du café, de la canne à sucre, l'élevage de bétail et le commerce.

## Histoire
Le 10 novembre 1821, la région déclare son indépendance vis-à-vis de l'Espagne, dans une manifestation connue sous le nom de Grito de la Villa (le « cri de La Villa »).
Los Santos a une grande partie d'histoire commune avec la province d'Herrera.
En 1850, Herrera et Los Santos faisaient partie du Panama et cette même année fut créée la province d'Azuero en l'honneur de Vincente de Azuero y Plata.
En 1855 avec l'Estado Federal de Panama, elles furent divisées en deux départements. Lors de l'union avec la Colombie, Los Santos subit de nombreux changements politiques et administratifs.
En 1941, sous la présidence de Ricardo A. de la Guardia (1941-1945), Herrera et Los Santos furent séparés une dernière fois et on leur attribua leurs limites actuelles.

## Districts
La province est divisée en sept districts divisés en plusieurs corregimientos. Sa capitale est la ville de Las Tablas.
| District de Guararé : - El Espinal (es) - El Hato (es) - El Macano (es) - Guararé - Guararé Ariba (es) - La Enea (es) - La Pasera (es) - Las Trancas (es) - Llano Abajo (es) - Perales (es) | District de Las Tablas : - Bajo Corral (es) - Bayano (es) - El Carate (es) - El Cocal (es) - El Manantial (es) - El Munoz (es) - El Pedregoso (es) - El Sesteadero (es) - La Laja (es) - La Miel (es) - La Palma (es) - Las Tablas - La Tiza - Las Palmitas (es) - Las Tablas Abajo (es) - Nuario (es) - Palmira (es) - Peña Blanca (es) - Rio Hondo (es) - San José (es) - San Miguel (es) - Santo Domingo (Panama, Los Santos) (es) - Valle Rico (es) - Vallerriquito (es) | District de Los Santos : - El Ejido (es) - El Guasimo (es) - La Colorada - La Espigadilla - La Villa de Los Santos - Las Cruces - Las Guabas (es) - Los Angeles (es) - Los Olivos (es) - Llano Largo (es) - Sabanagrande (es) - Santa Ana (es) - Tres Quebradas (es) - Villa Lourdes (es) - Agua Buena | District de Macaracas : - Bahia Honda (es) - Bajos de Güera (es) - Corozal (es) - Chupa (es) - El Cedro (es) - Espino Amarillo (es) - La Mesa - Llano de Piedras (es) - Las Palmas (es) - Macaracas - Mogollón (es) |

| District de Pedasí : - Los Asientos (es) - Mariabé (es) - Oria Arriba (es) - Pedasi - Purio (es) | District de Pocrí : - El Canafistulo (es) - Lajamina (es) - Paraiso (es) - Paritilla (es) - Pocrí | District de Tonosí : - Altos de Güera (es) - Cambutal (es) - Cañas (es) - El Bebedero - El Cacao (es) - El Cortezo - La Tronosa (es) - Flores (es) - Guanico (es) - Isla de Canas (es) - Tonosí |  |